# ألان ريتشاردسون (لاعب كرة قدم أسترالية)
ألان ريتشاردسون (بالإنجليزية: Alan Richardson)‏ هو لاعب كرة قدم أسترالية أسترالي، ولد في 19 نوفمبر 1940، وتوفي في 17 مارس 2015.

## وصلات خارجية
- ألان ريتشاردسون على موقع AustralianFootball.com (الإنجليزية)
- ألان ريتشاردسون على موقع AFLtables.com (الإنجليزية)